# Grecia ai Giochi della II Olimpiade
La Grecia partecipò ai Giochi della II Olimpiade dal 14 maggio al 28 ottobre 1900. I rappresentanti del paese ellenico non riuscirono a conquistare alcuna medaglia.
In tutto parteciparono 3 atleti greci in 2 diverse discipline.

## Atletica leggera
| Evento           | Pos. | Atleta                     | Qualificazioni | Finale      |
| ---------------- | ---- | -------------------------- | -------------- | ----------- |
|                  |      |                            |                |             |
| Getto del peso   | 5°   | Panagiōtīs Paraskeuopoulos | 11,29 metri 5° | 11,52 metri |
| Getto del peso   | —    | Sotirios Versis            | -              | Eliminato   |
|                  |      |                            |                |             |
| Lancio del disco | 4°   | Panagiōtīs Paraskeuopoulos | 34,04 metri 4° | 34,50 metri |
|                  |      |                            |                |             |

## Golf
| Evento            | Pos. | Golfista           | Punteggio |
| ----------------- | ---- | ------------------ | --------- |
|                   |      |                    |           |
| Torneo (36 buche) | 11°  | Alexandros Merkati | 246       |
|                   |      |                    |           |